# 三和村 (高知県)
三和村（みわむら）は、高知県長岡郡にあった村。現在の南国市中心部の南方一帯にあたる。

## 地理
- 海洋：土佐湾

## 歴史
- 1889年（明治22年）4月1日 - 町村制の施行により、浜蚊居田村・里蚊居田村・片山村の区域をもって発足。
- 1950年（昭和25年）3月24日 - 村内に昭和天皇の戦後巡幸。昭和天皇が協和農機の工場を視察[1]。
- 1956年（昭和31年）9月30日 - 大篠村・稲生村・十市村・香美郡日章村・前浜村と合併して長岡郡香長村が発足。同日三和村廃止。